# Тужиков Андрій Вікторович
Андрі́й Ві́кторович Тýжиков (15 грудня 1992, Чернівці) — український письменник та громадський активіст.

## Біографія
Андрій Тужиков український письменник, культурний менеджер, куратор формації «Лабораторія культури» Отримав ступені бакалавра з програмної інженерії та магістра з теоретичної фізики у Чернівецькому національному університеті. Улюблена мова програмування – Python. Цікавиться штучним інтелектом та квантовими обчисленнями.
Автор підліткової повісті «Ще одна цегла в стіні», нон-фікшн книги «Коротка історія технологій: як зрозуміти свій ґаджет» та поетичної збірки «Тривожні маки». 
Над текстом книги «Коротка історія технологій: як зрозуміти свій ґаджет» працював декілька місяців та у розмовному наративі пише про перші обчислювальні машини, хто і чому їх конструював та якими ідеями керувався. В ній автор прагне зацікавити дітей тим, як працюють гаджети, якими вони постійно бавляться.
Його тексти друкувалися у журналах «Український фантастичний оглядач, «Дніпро», «Буковинський журнал», Svalka та антологіях «Нова проза 20-літніх», «Антологія молодої української поезії третього тисячоліття», прози про гопників «Gopak», «Це зробила Вона».
Займався самвидавом антології текстів молодих чернівецьких авторів «8 тролейбусних зупинок».
Учасник фестивалів MERIDIAN CZERNOWITZ (2011, 2012 та 2013) та Львівського міжнародного літературного фестивалю (2012). Першими рецензентами «Короткої історії технологій» стали учні маріупольського ліцею. Група ініціативних підлітків отримала рукопис, і склала свої зауваження, які автор враховував у редактурі
У автора є 4 тату, Перша була Дарт Вейдер.

## Нагороди, відзнаки
- Лауреат премії видавництва «Смолоскип», «Гранослов», фіналіст «Молодої республіки поетів»[3]
- Лауреат 3-ї премії «Смолоскип’12»  в номінації «Поезія» та 3-ї премії «Смолоскип’13»  в номінації «Проза»
- Відзнака літературного конкурсу імені Вадима Коваля
- Дипломант Волошинської премії у номінації «Відеопоезія»[5]
- 14 грудня 2018 року книжка «Коротка історія технологій, або Як зрозуміти свій ґаджет» отримала спецвідзнаку в номінації «За популяризацію науки серед підлітків» в «Топ БараБуки»[6]